# Synchita separanda
Synchita separanda är en skalbaggsart som först beskrevs av Edmund Reitter 1881.  Synchita separanda ingår i släktet Synchita, och familjen barkbaggar. Enligt den svenska rödlistan är arten starkt hotad i Sverige. Arten förekommer i Svealand. Artens livsmiljö är skogslandskap, jordbrukslandskap.

## Bildgalleri

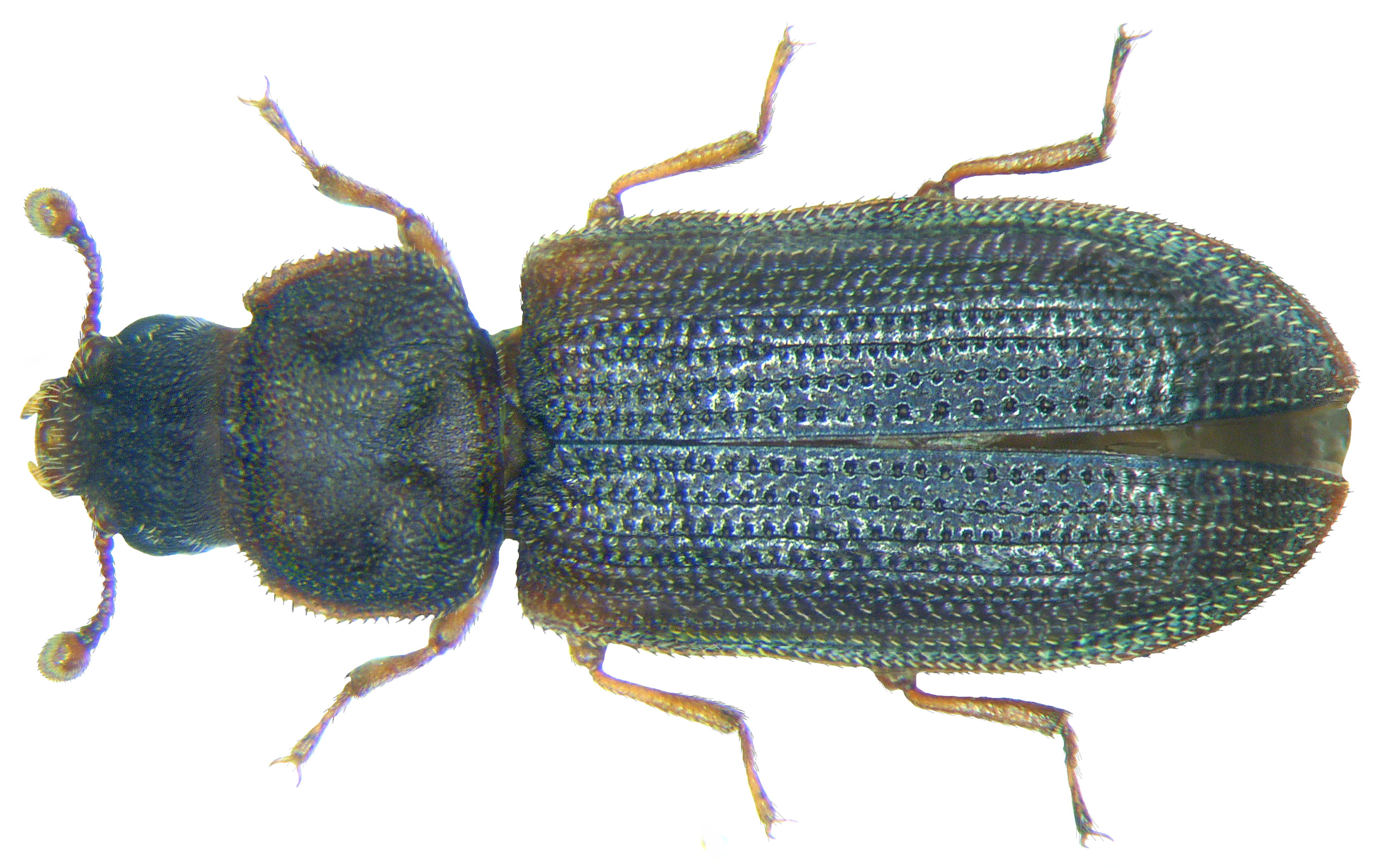